# Iglesia de Santa María (Tanes)
La colegiata de Santa María La Real de Tanes es un templo católico situado en el concejo asturiano de Caso (España).
Se localiza en una terraza natural al borde del pantano de Tanes. Es uno de los mejores ejemplos de iglesia rural asturiana de la Edad Moderna, y una de las obras arquitectónicas más destacadas de la comarca del Nalón.

## Descripción
Con proyecto realizado por el maestro de la catedral de Oviedo Juan de Cerecedo el Viejo, la utilización en las bóvedas de la nave del octógono alrededor de la clave central y el dibujo de las roscas de los arcos están directamente en relación con trabajos del arquitecto catedralicio en los monasterios de San Vicente de Oviedo y Oya y Montederramo en Galicia, donde se aprecian las nuevas corrientes del gótico evolucionado, que constituyen uno de los rasgos de la arquitectura renacentista española.
Levantada en el solar que ocupó la iglesia medieval, responde la colegiata de Tanes a las nuevas necesidades funcionales de la parroquia (más extensas que las actuales). Es posible que por cuestiones presupuestarias las obras se ejecutasen en un espacio dilatado de tiempo.
En la década de los años 1560 se construyó la fachada occidental, el tramo de los pies y posiblemente la capilla lateral, avanzándose ya en el siglo siguiente por la nave, sacristía y cabildo. Puede decirse que en 1652, fecha del contrato del retablo del altar mayor, la iglesia estuviese rematada en su parte fundamental.
La concepción del pórtico y de la portada sur, proyectados en el primer tercio del siglo XVII, según premisas herrerianas, acentúan el carácter clasicista de la edificación. Las obras fueron dirigidas por los maestros Pedro de Cagigal y Toribio Gómez de Posada, que trabajaron en la iglesia durante más de dos décadas.
En el siglo XVIII la necesidad de un espacio protegido para la enseñanza originó la pequeña edificación, que modificó la concepción original del pórtico sur, conocida con el nombre de «escuelina».
En 1808 se realiza la última y definitiva ampliación de la iglesia a cargo del arquitecto Manuel Secades, quien proyecta la nueva sacristía. Aunque desfasado en el tiempo, se recurre al lenguaje de la arquitectura barroca en su lectura más clasicista.
La tipología de la planta de iglesia de Santa María responde al modelo utilizado en Castilla desde mediados del siglo XV. La concepción unitaria del espacio, el testero para colocar un gran retablo, las cubiertas de bóveda de crucería o las grandes dimensiones, responden a la necesidad de disponer de un amplio espacio para los feligreses, que también demandaban enterrarse en su interior.

## Fuente
- Este artículo incluye contenido derivado de una disposición relativa al proceso de protección, incoación o declaración de un bien cultural o natural publicada en el BOE n.º 189 el 9 de agosto de 2006 (texto), el cual está libre de restricciones conocidas en virtud del derecho de autor de conformidad con lo dispuesto en el artículo 13 de la Ley de Propiedad Intelectual española.

- Datos: Q9007508
- Multimedia: Iglesia de Santa María, Caso / Q9007508